# Biologia de la conservació
En biologia es denomina biologia de la conservació una nova disciplina científica de síntesi que sorgeix com a resposta a la crisi actual de biodiversitat. Els seus objectius són la identificació dels processos que amenacen la conservació d'espècies i ecosistemes, així com la provisió d'un marc conceptual en el qual estudiar-los. Per a això integra els principis de diferents camps del coneixement científic aplicables a la conservació biològica a escala planetària, tals com l'ecologia, la genètica, la biologia evolutiva, i la teledetecció, entre d'altres.

## Paradigmes científics
S'han proposat dos grans paradigmes per agrupar les idees i els mètodes d'estudi en Biologia de la Conservació: el Paradigma de les Poblacions Petites, i el Paradigma de la Disminució Poblacional. El primer es refereix als riscs d'extinció inherents a mides poblacionals petites, que són fonamentalment resultat d'un increment en l'exposició a estocasticitat demogràfica i ambiental, i a la pèrdua de variabilitat genètica. El segon s'ocupa dels processos pels quals el risc d'extinció de les poblacions s'incrementa per raons alienes a aquestes, i de com pal·liar-los. És a dir, tracta sobre els agents que porten a la disminució poblacional.
Els quatre principals agents que condueixen a l'extinció poden ser:
- La pèrdua de l'hàbitat de les espècies i la seva fragmentació.
- La sobre-explotació que produeix la reducció dels efectius poblacionals.
- La introducció d'espècies invasores que competeix amb les nadiues o modifica els seus hàbitats.
- Les interaccions sinèrgiques per les quals l'extinció d'unes espècies produeixen extincions en cadena de d'altres.